# Głuszek
Głuszek, trznadel głuszek (Emberiza cia) – gatunek małego ptaka z rodziny trznadli (Emberizidae).

## Systematyka
Blisko spokrewniony z trznadlem Godlewskiego (E. godlewskii), niekiedy łączono je w jeden gatunek. IOC wyróżnia sześć podgatunków E. cia, choć opisano kilka innych, obecnie nieuznawanych.

## Podgatunki i zasięg występowania
Poszczególne podgatunki E. cia zamieszkują:
- E. c. cia – środkowa i południowa Europa do Bałkanów i północna Turcja, północno-zachodnia Afryka.
- E. c. hordei – Grecja przez południową Turcję i na południe do Izraela i Jordanii.
- E. c. prageri – Kaukaz, południowa Ukraina, wschodnia Turcja oraz południowo-zachodni i północny Iran.
- E. c. par – północno-wschodni Iran do centralnej Azji i północnego Pakistanu.
- E. c. stracheyi – północno-zachodnie Himalaje po południowo-zachodni Tybet i Nepal.
- E. c. flemingorum – środkowy Nepal.

Na większości obszaru osiadły. Po rewizji Komisji Faunistycznej PTZool uznano tylko dwa stwierdzenia: pierwsze z maja 1915, kiedy śpiewającego samca zaobserwowano pod Tarnowem, a drugie z kwietnia 1985, kiedy głuszek obserwowany był w Przegalinie koło Gdańska.

## Morfologia
Długość ciała 15–16,5 cm, masa ciała 17–29 g. Występuje nieznaczny dymorfizm płciowy w upierzeniu, u samicy upierzenie jest bardziej wypłowiałe. Głowa i pierś siwoszare, wyróżniają się: długi czarny pasek oczny i wąs, łączące się ze sobą. Do szarej brwi przylega od góry czarny pasek. Resztę ciała porastają pióra rdzawobrązowe, pokrywy małe są szare.

## Ekologia i zachowanie

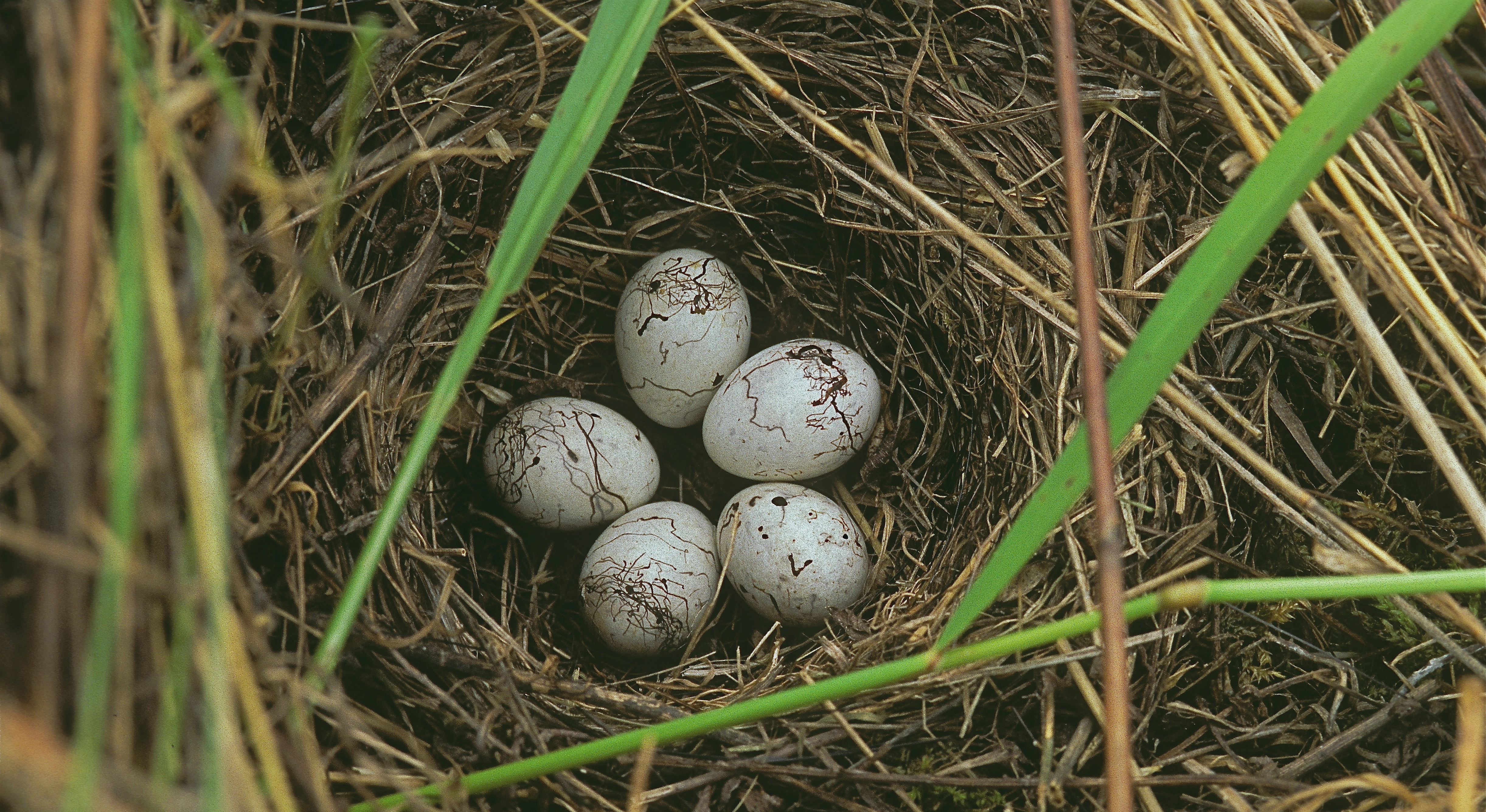
Gniazdo z jajami

BiotopGłuszki gniazdują na suchych, otwartych obszarach – często górskich, nasłonecznionych i porośniętych krzewami; odnotowywane do wysokości 1900 m n.p.m. Spotykane również w winnicach, ogrodach i świetlistych lasach dębowych. W przypadku populacji wędrownych, zimą zasiedlają one podobne siedliska, co w porze lęgowej.
GłosOdzywa się wysokim i krótkim tsip. Przypomina nieco śpiew strzyżyka lub pokrzywnicy z wplecionymi tsip.
GniazdoGniazdo buduje pomiędzy blokami skalnymi i kamieniami, w szczelinach skał lub w gąszczu krzewów.
LęgiLęgi rozpoczyna w kwietniu; 1 lub 2 razy w roku.
JajaSamica składa 4–6 białawych, czarno kreskowanych i pokrytych nieregularnymi liniami jaj.
Wysiadywanie jaj i opieka nad pisklętamiWysiaduje głównie samica 12–13 dni i 10–13 dni karmi pisklęta w gnieździe. Po wylocie z gniazda młode są dokarmiane przez oboje rodziców.
PokarmNasiona, w sezonie lęgowym również owady.

## Status i ochrona
IUCN uznaje głuszka za gatunek najmniejszej troski (LC, Least Concern) nieprzerwanie od 1988 roku. Liczebność światowej populacji, obliczona w oparciu o szacunki organizacji BirdLife International dla Europy na rok 2015, zawiera się w przedziale 7–17 milionów dorosłych osobników. Globalny trend liczebności populacji uznawany jest za wzrostowy.
Na terenie Polski gatunek ten jest objęty ścisłą ochroną gatunkową.